# Matthias Roll

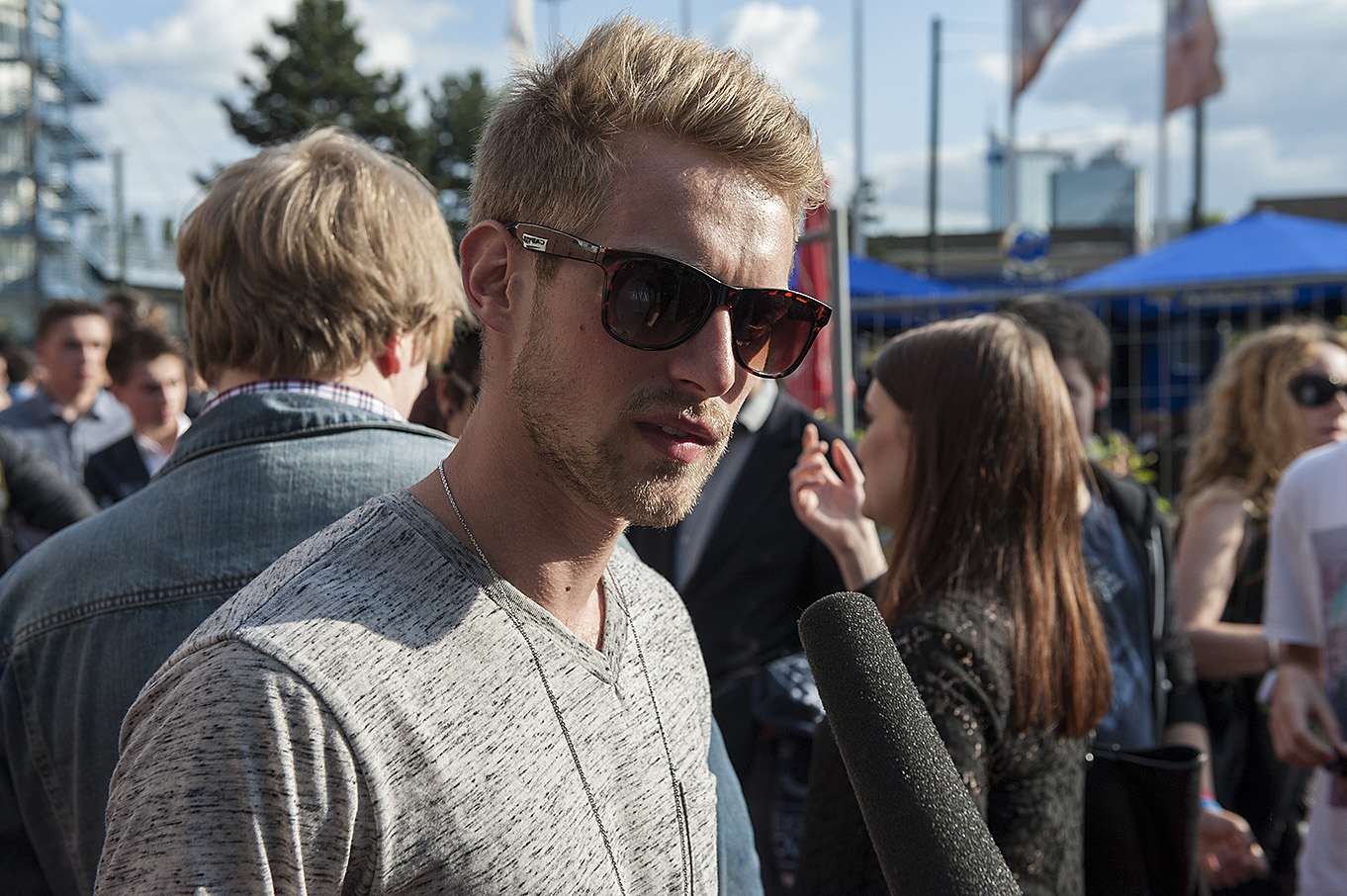
Matthias Roll beim Webvideopreis Deutschland (2014)

Matthias „TC“ Roll (* 25. August 1991 in Roth) ist ein deutscher Komiker, Webvideoproduzent, Schauspieler und Sänger. Er wurde als Mitglied des Comedytrios Y-Titty bekannt.

## Werdegang
Roll wuchs in Hilpoltstein in der Nähe von Nürnberg auf und besuchte das Gymnasium Hilpoltstein. Er war 2006 gemeinsam mit seinem Schulfreund Phil Laude Gründungsmitglied des mehrfach prämierten Comedytrios Y-Titty, welches mit über 3,1 Millionen Abonnenten und über 700 Millionen Videoaufrufen bis Anfang Juni 2014 der meistabonnierte deutschsprachige YouTube-Kanal war. Roll war bis zur Auflösung im Jahr 2015 u. a. als Darsteller, Moderator, Autor, Produzent und Sänger für Y-Titty aktiv.
Nach der Auflösung widmete sich Roll von 2015 bis 2018 verstärkt seinem eigenen YouTube-Kanal unter seinem Spitznamen „TC“, mit dem er derzeit 212.000 Abonnenten erreicht, das letzte Video wurde Anfang 2018 veröffentlicht (Stand 2. April 2024).
Weiterhin war Roll u. a. in den Kartoffelsalat-Filmen als Schauspieler und mit Alles steht Kopf als Synchronsprecher tätig.

## Filmografie
- 2015: Kartoffelsalat – Nicht fragen!
- 2015: Alles steht Kopf (Synchronisation)
- 2016: Bibi & Tina: Mädchen gegen Jungs
- 2017: Bibi & Tina: Tohuwabohu Total
- 2020: Kartoffelsalat 3 – Das Musical
- 2021: Tu was du willst (Musikvideo)